# Copa de Europa de baloncesto 1987-88
La trigésimo primera edición de la Copa de Europa de Baloncesto fue ganada por el conjunto italiano de la Tracer Milano, su tercer campeonato, segundo consecutivo, derrotando en la final de nuevo al equipo israelí del Maccabi Elite. Se volvió al formato de final four para decidir las cuatro primeras posiciones del campeonato, disputándose en Gante, Bélgica.

## Primera ronda
| Equipo 1       | Agr.    | Equipo 2         | Ida    | Vuelta  |
| -------------- | ------- | ---------------- | ------ | ------- |
| AEL            | 143–193 | Körmendi Dózsa   | 72–84  | 71–109  |
| Benfica        | 230–161 | Sparta Bertrange | 122–77 | 108–84  |
| Klosterneuburg | 200–221 | Pully            | 93–104 | 107–117 |
| Nashua EBBC    | 178–161 | NMKY Helsinki    | 91–78  | 87–83   |
| Zbrojovka Brno | 189–173 | Portsmouth       | 94-76  | 95–97   |
| Södertälje     | 179–159 | Maes Pils        | 89–93  | 90–69   |
| MIM Livingston | 170–189 | Saturn Köln      | 82–98  | 88–91   |

## Octavos de final
| Equipo 1         | Agr.    | Equipo 2       | Ida     | Vuelta  |
| ---------------- | ------- | -------------- | ------- | ------- |
| Balkan Botevgrad | 167–190 | Tracer Milano  | 79–93   | 88–97   |
| Orthez           | 212–167 | Karşıyaka      | 124–82  | 88–85   |
| FC Barcelona     | 269–134 | Śląsk Wrocław  | 129–65  | 140–69  |
| Körmendi Dózsa   | 165–231 | Partizan       | 94–130  | 71–101  |
| Maccabi Elite    | 192–165 | Benfica        | 111-86  | 81–79   |
| Pully            | 229–240 | Aris           | 125–127 | 104–113 |
| Nashua EBBC      | 184–161 | Zbrojovka Brno | 87–78   | 97–83   |
| Södertälje       | 207–257 | Saturn Köln    | 119–126 | 88–131  |

## Cuartos de final
|  | Los cuatro primeros se clasifican para la Final four |

|    | Equipo        | Par. | Pts. | G  | P  | PF   | PC   |
| -- | ------------- | ---- | ---- | -- | -- | ---- | ---- |
| 1. | Partizan      | 14   | 24   | 10 | 4  | 1290 | 1260 |
| 2. | Aris          | 14   | 23   | 9  | 5  | 1346 | 1315 |
| 3. | Tracer Milano | 14   | 23   | 9  | 5  | 1304 | 1286 |
| 4. | Maccabi Elite | 14   | 22   | 8  | 6  | 1326 | 1320 |
| 5. | FC Barcelona  | 14   | 21   | 7  | 7  | 1367 | 1278 |
| 6. | Saturn Köln   | 14   | 19   | 5  | 9  | 1402 | 1415 |
| 7. | Orthez        | 14   | 18   | 4  | 10 | 1210 | 1229 |
| 8. | Nashua EBBC   | 14   | 18   | 4  | 10 | 1299 | 1441 |

## Final Four

### Semifinales
5 de abril, Flanders Expo, Gante
| Equipo 1 | Resultado | Equipo 2      |
| -------- | --------- | ------------- |
| Partizan | 82–87     | Maccabi Elite |
| Aris     | 82–87     | Tracer Milano |

### Tercer y cuarto puesto
5 de abril, Flanders Expo, Gante
| Equipo 1 | Resultado | Equipo 2 |
| -------- | --------- | -------- |
| Partizan | 105–93    | Aris     |

### Final
| 7 de abril de 1988 | Tracer Milano                                              | 90–84                | Maccabi Elite                                            | |  |
|                    | Parciales: 52-41, 38–43                                    |                      |                                                          | |  |
|                    | Estadísticas Bob McAdoo 25 Bob McAdoo 12 Roberto Premier 3 | Reporte Pts Reb Asts | Estadísticas 24 Doron Jamchi 14 Ken Barlow 5 Willie Sims | Pabellón: Flanders Expo, Gante Asistencia: 9.000 espectadores Árbitros: Mikhail Davidov (URS), Wyeslaw Zych (POL) |  |

| Campeón de la Copa de Europa 1987–88 |
| ------------------------------------ |
| Tracer Milano 3.er título            |

### Clasificación final
|  | Equipo        |
|  | ------------- |
|  | Tracer Milano |
|  | Maccabi Elite |
|  | Partizan      |
|  | Aris          |